# Paul Jakob Bruns

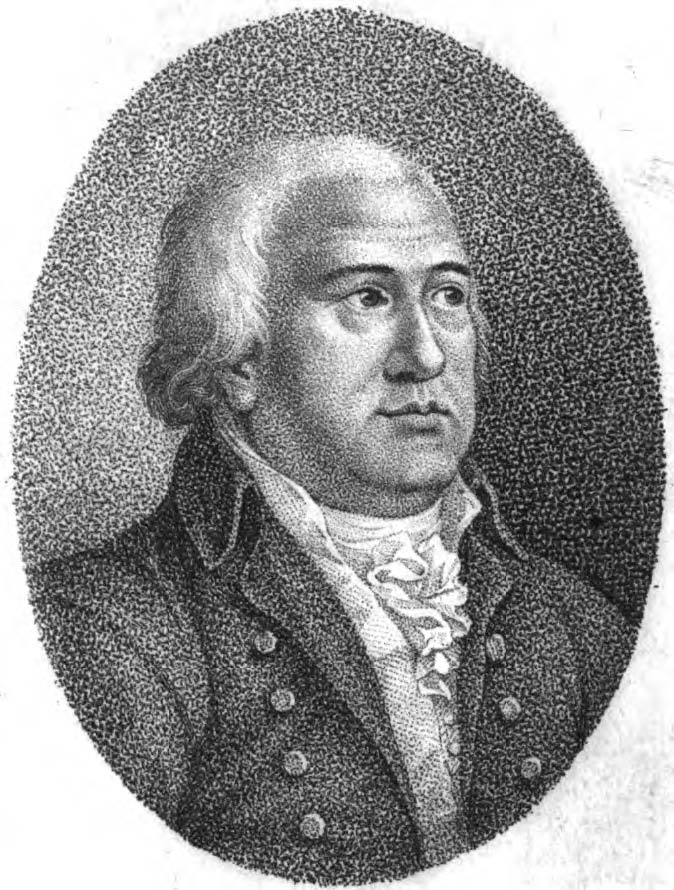
Paul Jakob Bruns
(Kupferstich von 1810)

Paul Jakob Bruns (* 18. Juli 1743 in Preetz; † 17. November 1814 in Halle an der Saale) war ein deutscher lutherischer Theologe, Orientalist, Literarhistoriker, Bibliothekar und Professor der Universitäten Helmstedt und Halle.

## Leben
Paul Jakob Bruns wurde in Preetz bei Plön im heutigen Schleswig-Holstein geboren. Er war ein Enkel des Musikers Nicolaus Bruhns (1665–1697), einem Komponisten der norddeutschen Orgelschule, Orgel- und Geigenvirtuose. Paul Jakob erhielt seine Schulausbildung in Lübeck. 1761 schrieb sich Bruns zum Studium der Theologie in die Matrikel der Universität Jena ein, wo er ab 1764 eigene Vorlesungen über biblische Exegese hielt.
Im Jahr 1767 begegnete er in Paris dem englischen Theologen Benjamin Kennicott (1718–1783), der ihn zur Mitarbeit an einer umfassenden Kollation aller aufzufindenden hebräischen Handschriften des Alten Testaments gewann. Bruns bereiste darauf drei Jahre Deutschland, die Niederlande, Frankreich und Italien und war nach Beendigung dieser Reisen noch weitere sieben Jahre damit beschäftigt, das gesammelte Material für die große kritische Ausgabe Kennicotts zu sichten und zu ordnen.
Nach seiner Rückkehr nach Deutschland folgte Bruns 1781 einem Ruf der Universität Helmstedt, Academia Julia, als Professor für Literaturgeschichte. 1787 übernahm er von Franz Dominikus Häberlin (1720–1787) das Amt des Bibliothekars der Universitätsbibliothek. Als letzter Universitätsbibliothekar übte er dieses Amt bis zur Auflösung der Academia Julia im Jahr 1810 aus. Im Jahr 1796 wurde er zum Hofrat und zum Professor für orientalische Sprachen ernannt.
Mit Untergang des Alten Reiches 1803/06 kam die Universität Helmstedt unter die Verwaltung des napoleonisch kontrollierten Königreiches Westphalen unter König Jérôme Bonaparte und wurde mit Ende des Wintersemesters 1809/10 geschlossen. Paul Jakob Bruns wurde an die Universität Halle versetzt, wo er 1814 im zweiundsiebzigsten Lebensjahr starb.
Neben dem Gebiet der alttestamentlichen Textkritik veröffentlichte Bruns zahlreiche Werke zu Themen der Geographie, Rechtswissenschaft und allgemeiner Literaturgeschichte. Paul Jakob Bruns zählt zum Kreis der letzten Universalgelehrten.

## Nachkommen
Paul Jakob Bruns war der Vater des Rechtswissenschaftlers Johann Georg Theodor Bruns (1786–1835), Großvater des Chirurgen Paul Victor von Bruns (1812–1883) sowie des Rechtswissenschaftlers Karl Georg Bruns (1816–1880).

## Werke (Auswahl)
- Koautor in Benjamin Kennicott: Notae Criticae in Psalmos XLII. XLIII. XLVIII. LXXXIX. Verlag Weygand, Leipzig 1772. (Digitalisat)
- Koautor in Benjamin Kennicott: Dissertatio Generalis in Vetus Testamentum Hebraicum. Cum Variis Lectionibus Ex Codicibus Manuscriptis Et Impressis. Waisenhaus, Braunschweig 1783. (Digitalisat)
- Geographisches Handbuch in Hinsicht auf Industrie und Handlung. Verlag Crusius, Leipzig 1788 Bayerische Staatsbibliothek digital
- Neues geographisches Handbuch in Hinsicht auf Industrie und Handlung. Weigel & Schneider, Nürnberg 1793. (Digitalisat)
- Die älteste gedruckte bisher unbekannte Beschreibung von Palästina. In: Johann Friedrich Schleusner und Carl Friedrich Stäudlin: Göttingische Bibliothek der neuesten theologischen Literatur III, 2tes Stück. Göttingen 1797, S. 159–204
- Romantische und andere Gedichte in Altplattdeutscher Sprache aus einer Handschrift der Akademischen Bibliothek zu Helmstädt. Nicolai, Berlin/Stettin 1798. (Digitalisat)
- Beyträge zu den deutschen Rechten des Mittelalters aus den Handschriften und alten Drucken der akademischen Bibliothek in Helmstädt. Fleckeisen, Helmstedt 1799. (Digitalisat)
- Beiträge zur kritischen Bearbeitung unbekannter alter Handschriften, Drucke und Urkunden, Bd. 1. Reichard, Braunschweig 1802. (Digitalisat)
- Verdienste der Professoren zu Helmstädt um die Gelehrsamkeit. Verlag Buchhandlung des Waisenhauses, Halle 1810 Bayerische Staatsbibliothek digital